# Certificat d'aptitude aux fonctions d'enseignement du privé
Le Certificat d'aptitude aux fonctions d'enseignement du privé (CAFEP) est l'équivalent du CAPES mais concerne les professeurs enseignant dans les établissements privés sous contrat. Le programme et les épreuves du concours sont les mêmes que pour le CAPES ; le CAFEP comporte donc les mêmes sections :
- arts plastiques ;
- documentation ;
- éducation musicale et chant choral ;
- éducation physique et sportive ;
- histoire-géographie ;
- langues vivantes (allemand, anglais, arabe, chinois, espagnol, hébreu, italien, néerlandais, portugais, russe) ;
- lettres classiques ;
- lettres modernes ;
- mathématiques ;
- numérique et sciences informatiques ;
- philosophie ;
- physique-chimie ;
- sciences de la vie et de la Terre ;
- sciences économiques et sociales.